# Sigismondo Pandolfo Malatesta (obraz)
Sigismondo Pandolfo Malatesta – obraz włoskiego renesansowego mistrza Piera della Francesca, namalowany około 1451. Przedstawia kondotiera i pana Rimini i Fano – Sigismondo Pandolfo Malatestę. Obecnie jest wystawiony w Luwrze. Jest jedynym obrazem tego autora znajdującym się we Francji.
Portret przedstawia mężczyznę z lewego profilu. Według niektórych źródeł jest wzorowany na medalu wykonanym w 1445 przez Pisanella. Obraz został namalowany przez della Francesca w trakcie jego pobytu w Rimini, podczas którego wykonał również freski w Tempio Malatestiano przedstawiające klęczącego przed św. Zygmuntem Malatestę. Przypuszcza się (ale nie ma na to wiarygodnych źródeł), że portret był wstępem do namalowania większej kompozycji.
Sposób wykonania obrazu jest podobny do prac flamandzkich mistrzów z tego okresu.